# 天主教納瓦爾教區
天主教納瓦爾教区 （拉丁語：Dioecesis Navaliensis）是菲律賓一個羅馬天主教教區，屬天主教帕洛总教区。轄區包括比利蘭省和萊特省四個市鎮。1988年11月29日升為教區。
2004年有教友300,421人、13個堂區、31名司鐸。現任主教為菲洛梅諾·貝赫杜爾。主教座堂為玫瑰聖母座堂，位於比利蘭省首府納瓦爾。